# NGC 1516
NGC 1516 je galaksija u zviježđu Eridanu.

## Vanjske poveznice
- SEDS: NGC 1516